# Justin Peck
Justin Peck (Washington, 8 settembre 1987) è un ballerino e coreografo statunitense.

## Biografia
Ha studiato alla School of American Ballet dal 2003 e nel 2006, a 18 anni, fu invitato da Peter Martins ad unirsi alla New York City Ballet. Nel 2007 fu promosso a membro del corps de ballet e nel 2013 divenne solista. Come ballerino, ha coperto numerosi ruoli del repertorio coreografato da George Balanchine, Jerome Robbins, Peter Martins, Benjamin Millepied, Aleksej Ratmanskij, Lynne Taylor-Corbett e Christopher Wheeldon. Nel 2008, a venticinque anni, coreografò il suo primo balletto per il New York City Ballet e da allora ha coreografato oltre venticinque balletti per diverse compagnie, tra cui il Balletto dell'Opéra di Parigi. Nel 2018 ha coreografato il musical Carousel a Broadway e per il suo lavoro ha vinto il Tony Award alla miglior coreografia. Nel 2021 coreografa il film musical di Steven Spielberg West Side Story. Nel 2024 e nel 2025 vince nuovamente il Tony Award, rispettivamente per le sue coreografie di Illinois e Buena Vista Social Club.

### Vita privata
È sposato con la ballerina Patricia Delgado, con cui ha avuto una figlia nel marzo del 2021.